# Nigel Phillips

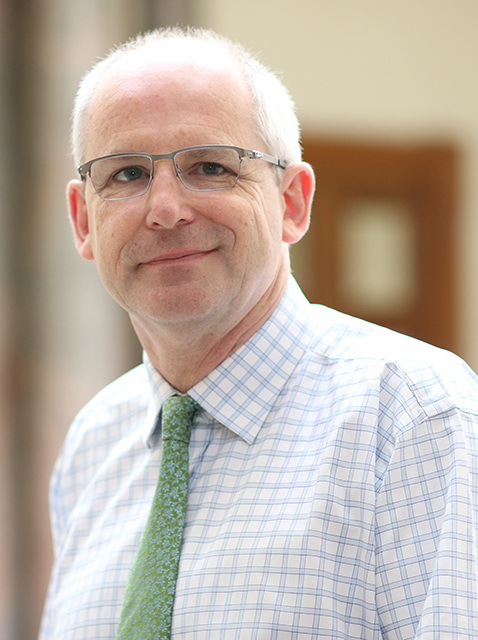
Nigel Phillips (2017)

Nigel James Phillips, CBE (* 10. Mai 1963) ist ein britischer Politiker und ehemaliger Offizier der Royal Air Force.
Philipps diente von 1984 bis 2012 in der Royal Air Force und schied 2012 im Rang eines Air Commodore aus dem Dienst. Er war von 12. September 2017 bis 23. Juli 2022 Gouverneur der Falklandinseln und als solcher Kommissar von Südgeorgien und den Südlichen Sandwichinseln. Seit dem 13. August 2022 ist er Gouverneur von St. Helena, Ascension und Tristan da Cunha.
Phillips ist Träger des Komturkreuzes des Order of the British Empire. Er ist verheiratet und hat eine Tochter.